# Southern blot
A Southern blot egy molekuláris biológiai módszer, aminek segítségével az adott DNS mintából specifikus DNS szakaszok kimutatása válik lehetővé. A Southern blot technika során az agaróz gélelektroforézis teszi lehetővé a DNS szakaszok elválasztását, majd a méret szerint elválasztott szakaszok nitrocellulóz filterre kerülnek át, ahol az adott DNS szakaszra specifikus próbákkal jelölik meg őket. A technika kitalálója után kapta nevét, az Egyesült Királyságbeli biológus, Edwin Southern után, és elvük miatt a további blot mechanizmusokat is hasonló módon nevezték el (western blot, northern blot, northwestern blot), viszont ezekben az esetekben a kimutatandó molekula fehérje vagy RNS természetű.

## A módszer
1. A nagyobb (akár genomi méretű) DNS-t kisebb szakaszokra hasítják restrikciós endonukleázok segítségével.
2. A DNS-t ezután denaturálják NaOH segítségével, melynek következtében a DNS két szála elválik egymástól. A DNS denaturálása fontos a későbbi membránhoz való kötődés és a próbákhoz való kapcsolódás miatt.
3. Nitrocellulóz vagy nylon membránt helyeznek a gél tetejére, amire több rétegben papírtörölköző kerül. A kapillárishatás miatt a minták felfelé mozdulnak el, kikötődnek a membránra, megőrizve a gélbeli egymáshoz viszonyított helyzetüket.
4. Aztán nitrocellulóz membrán esetében száraz hőkezelés (60-100 °C), nylonmembrán esetében UV kezelés következik, ekkor történik meg a DNS-membrán kovalens keresztkötése.
5. Majd a membránt hibridizációs próbával kezelik – ami egy olyan specifikus szekvenciával rendelkező DNS molekula, mely a vizsgálni kívánt szakasszal komplementer. A próba jelölve van, vagy radioaktívan, vagy fluoreszcensen, esetleg kromogenikus festékkel, hogy a próba bekötési helye láthatóvá váljon. Egyes esetekben, a hibridizációs próbát RNS-ből készítik.
6. A hibridizációt követően, a nem hibridizált próbákat lemossák a felületről, és a hibridizációs mintázatot Röntgen-filmen autoradiográfiával vagy fluorescens jelölés esetén fluorométerrel, esetleg a kromogén szubsztát alkalmazásával enzimatikus színreakcióval teszik láthatóvá.

## Az eredmény
A próba megmutatja, hogy az elektroforetikus elválasztás mely fragmentumai tartalmaznak egy bizonyos DNS szekvenciát.